# کارول پوخچ
کارول پوخچ (لهستانی: Karol Pocheć؛ زادهٔ ۱۹۸۱) بازیگر اهل لهستان است. وی دانش‌آموختهٔ «گروه بازیگری آکادمی تئاتر الکساندر زلوروویچ در ورشو» است.
از فیلم‌ها یا مجموعه‌های تلویزیونی که وی در آن‌ها نقش داشته است، می‌توان به خودِ زندگی، در خوشی و سختی، قانون حقیقی، ع چون عشق، دوستان، پدر متیو، کورشده از نور، تاج پادشاهان، کمیسر آلکس، خیوکا، اولا بی‌ریخته، بایگان، مرگ کم‌اهمیت و جستجوی سراسری اشاره نمود.